# Arcoscalpellum angulare
Arcoscalpellum angulare är en kräftdjursart som först beskrevs av Nilsson-Cantell 1930.  Arcoscalpellum angulare ingår i släktet Arcoscalpellum och familjen Scalpellidae. Inga underarter finns listade i Catalogue of Life.